# Paul Morisse
Pour les articles homonymes, voir Morisse.
Paul Émile Morisse, né le 11 mars 1866 à Rouen et mort le 28 septembre 1946 à Paris, est un traducteur, parolier et poète français.

## Biographie
Libraire à Poitiers, secrétaire de rédaction puis directeur du Mercure de France auprès d'Alfred Vallette durant une vingtaine d'années, directeur de la Librairie Crès à Zurich, on lui doit des traductions d'auteurs allemands tels Goethe, Novalis ou Stefan Zweig.
Paul Morisse, interlocuteur de nombreux auteurs comme, entre autres, Paul Léautaud, Albert Samain ou Laurent Tailhade, est aussi le fondateur de la Société J.-K. Huysmans dont il était l'ami. Il meurt le 28 septembre 1946 dans le 11e arrondissement de Paris.
André Billy a dit de lui qu'il était « Un des hommes les plus attachants que j'aie connus ».

## Œuvres
- 1923 : Udoli nového kralovstvi (Le val du nouveau royaume, quatre chants pour une voix élevée / poésie d'Antonin Sova), musique de Vitezslav Novak.
- 1946 : Émile Verhaeren : sa vie, son œuvre de Stefan Zweig (trad. de l'allemand sur le manuscrit par Paul Morisse et Henri Chervet